# Cavia
Pour les articles homonymes, voir Cavia (homonymie).
Cobayes
Genre
Cavia est un genre de Rongeurs de la famille des Cavidés qui regroupe les cobayes proprement dits et notamment le cobaye domestique ou Cochon d'Inde (Cavia porcellus), celui qui est le plus répandu et domestiqué.
Ce genre a été décrit pour la première fois en 1766 par le zoologiste germano-russe Peter Simon Pallas (1741-1811).

## Caractéristiques

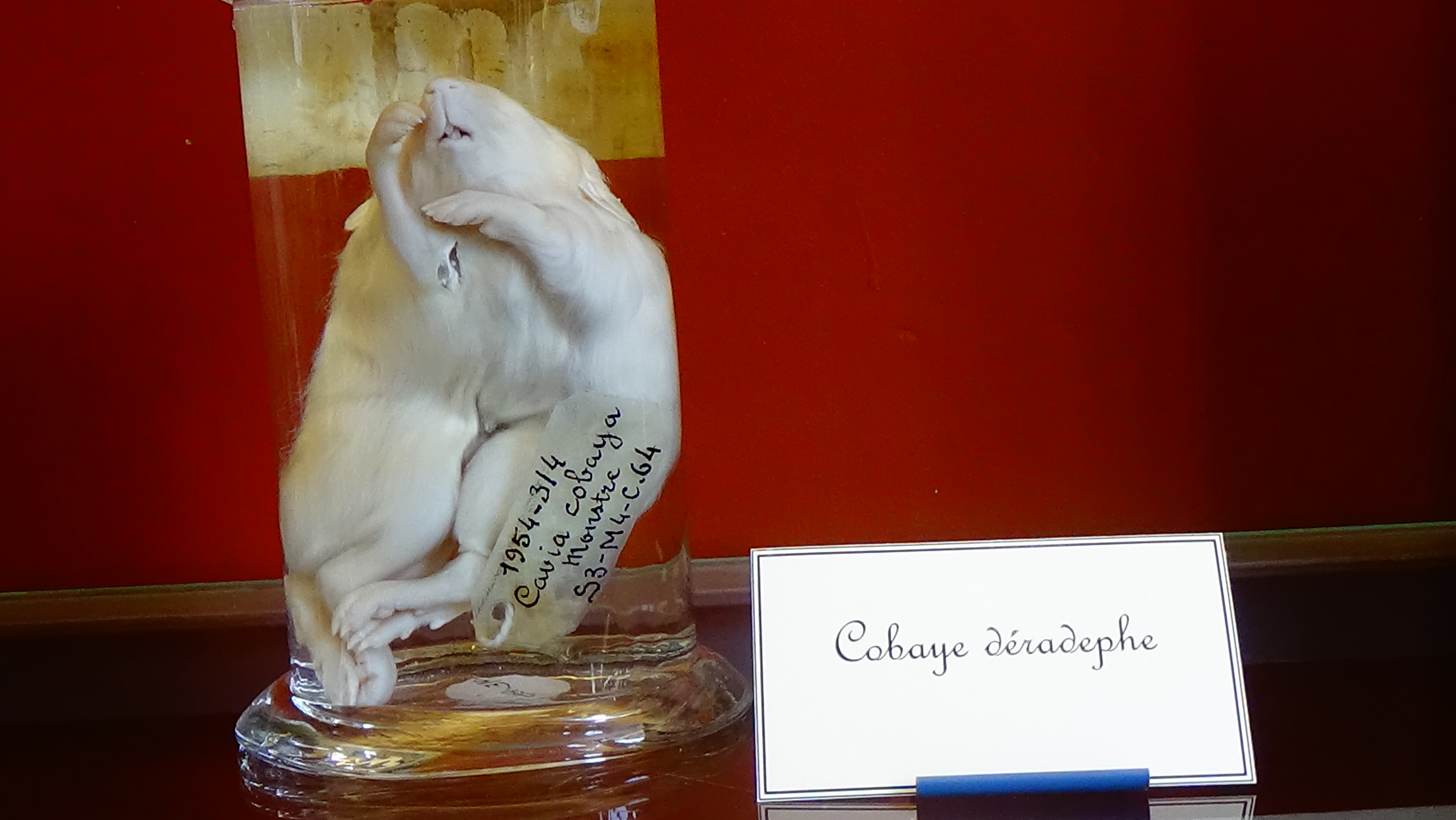
Cobaye déradelphe - anatomie comparé mnhn Paris

À la différence de beaucoup de rongeurs comme les souris, les rats ou les écureuils, les cobayes ne sont pas très sportifs puisque, dans la nature, ils vivent dans des plaines herbeuses et occupent une niche écologique semblable à celle de la vache. Ils se déplacent ensemble en petits groupes (troupeaux) et mangent de l'herbe ou n'importe quelle plante qu'ils trouvent par hasard. Ils tendent à être plutôt actifs dans la nature pendant l'aube et le crépuscule, aux heures où il est plus difficile d'être repéré par les prédateurs. S'ils sont effrayés, ils peuvent courir très rapidement. Les cochons d'Inde domestiques ont développé un rythme différent, et ont de plus longues périodes d'activité suivies de courtes périodes de sommeil. L'activité est aléatoirement répartie dans la journée.

## Liste d'espèces
Selon Mammal Species of the World (version 3, 2005)  (29 janv. 2013) et ITIS (29 janv. 2013) :
- Cavia aperea Erxleben, 1777 - le Cobaye du Brésil[1] ou Cobaye sauvage[1],[4]
- Cavia fulgida Wagler, 1831
- Cavia intermedia Cherem, Olimpio & Ximenez, 1999
- Cavia magna Ximinez, 1980 - le Grand cobaye[1],[4]
- Cavia porcellus (Linnaeus, 1758) - le Cochon d'Inde[1],[4], Cobaye domestique[1], Cobaye commun
- Cavia tschudii Fitzinger, 1857